# 運動戰
運動戰是一種軍事作戰方式，依托較大的作戰空間來換取時間移動兵力包圍敵方，以優勢兵力速戰速決。一些軍事評論家將這種戰術效果簡稱為“在運動中消滅敵人”。

## 特點
這種作戰方式一般被認爲是戰爭雙方（或多方）中實力較弱，對戰場地形有了解的一方採用的一種積極的進攻方式。 一般而言，運用這種作戰方式的部隊通常會利用廣闊的活動空間來轉移軍事力量，作戰兵力經常晝夜兼程前往一個預定的戰場進行埋伏，利用敵方分兵行動時，集結數倍于一個分隊的力量展開包圍戰進行殲滅。 換言之，運動戰主要適合于地形複雜的戰場。並且以消耗敵軍的有生力量爲主要目標。毛澤東曾將運動戰的運用歸為這樣一段話“避敵主力，誘敵深入，集中優勢兵力，各個擊破”。

### 與陣地戰的區別
相較于傳統的防禦方式，運動戰顯得更爲靈活與主動，在地理空間傳統上守方經常是依托防禦工事進行消耗戰，在戰術上受制于工事的防禦強度和敵軍的反應戰術，一般無法進行戰術調整。而運動戰擺脫了對防禦工事的要求，經常利用放棄己方的工事作爲誘餌引誘敵軍移動到己方伏擊圈内，並利用敵軍佔領地區后分兵前進的機會包圍，由於運動戰對除地理因素以外的條件適應性很強，一旦敵軍發現自己的行蹤，也可以儘快利用地形進行轉移，被包圍的可能性比陣地戰要小很多。

### 與遊擊戰的區別
很多人認爲遊擊戰和運動戰是一回事，實際上遊擊戰與運動戰各不相同，最大的區別是對戰爭的影響：運動戰是利用大兵團伏擊消耗有生力量的一種決戰方式，對戰場的形勢有較大的決定性；而遊擊戰則是小規模部隊（一般遠小於運動戰所投入的兵力）的襲擾，一般多為主力決戰前的戰術性準備，對戰局的影響一般不大。並且遊擊戰本身調用的戰鬥力量很少，因而在機動靈活、時機選擇上要比運動戰方便很多。

## 著名戰役
- 四渡赤水

1935年初，中國共產黨率領的紅軍在長征途中遭到國民革命軍的包圍，紅軍接連通過四次赤水河，將原本緊隨其後的國民革命軍包圍體式打亂，並率領3万餘名紅軍士兵從薛岳和龍云兩人數十萬兵力的縫隙中成功跳出包圍圈，順勢殲滅數千人。毛澤東曾自稱這次戰役自己一生中的“得意之笔”。
- 青化砭戰役、羊馬河戰役

1947年，國民政府派遣胡宗南率領數十萬軍隊攻打陝北，並在佔領延安后急於尋找毛澤東和中共中央的所在。在兵力四處分散，地形不明的情況下，遭到共產黨西北解放軍在青化砭、羊馬河、沙家店等地連續發動運動戰，殲滅近3万人，並使國軍在補給嚴重困難的情況下尾隨解放軍3個多月，直至中共中央順利轉移至華北。由於這幾場戰役斷斷續續、打打停停，因而被共產黨笑稱爲“蘑菇戰”。